# 카티어스
카티어스는 대한민국의 인공지능 스타트업이다.
성인이 아닌 유아 사용자만을 위한 인공지능을 개발하여 제품과 서비스를 제공하는 특징이 있다.

## 이름의 의미
카티어스는 아이들의 지성을 보호하고 발달을 돕는 로마의 신 이름이다.

## 역사
카티어스는 삼성SDS 사내벤처 프로그램 XEED-LAB을 통해 스핀오프(분사)하여 설립된 기업이다. AI 전문 엔지니어들 중심으로 유아 사용자만을 위한 AI 기술을 개발하고 있다.

## 상세
급속도로 발전하는 인공지능 시장에서 대부분 제품과 서비스는 성인용이다. 반면, 카티어스는 유아 사용자만을 위한 인공지능을 개발하여 부모의 육아 스트레스, 아이들의 무분별한 스크린 타임 증가와 같은 사회적 문제를 해결하기 위해 노력한다.
카티어스의 핵심 기술은 유아 맞춤형 AI 챗봇이다. 기존 AI 제품들은 성인의 대화 패턴에 기반을 둔 성인용 챗봇 연동으로 아이들의 공감대를 끌어내는 대화가 어려운 것이 현실이다. 반면 카티어스의 유아용 AI 챗봇은 유아의 부정확한 발음을 인식하는 기술, 언어 발달 정도가 상이한 아이들을 위한 맞춤형 대화, 개인화 데이터 기반의 대화, 교육적이고 재미있는 다양한 주제로 아이들과 친밀도를 높이는 대화가 가능하다.
스마트폰 보급으로 아이들의 스크린 타임 문제는 심각한 수준이다. 스마트폰과 TV와 같은 스크린 타임 증가는 아이들의 사회성 발달, 사고력·지능·언어 발달, 집중력 저하, 시력 감퇴, 충동성·공격성과 같은 외현화 행동 문제, 우울 및 불안 등의 내재화 행동 문제를 일으킨다. 개인 시간이 부족한 부모들은 죄책감을 느끼면서도 아이들에게 동영상을 보여준다.
이러한 사회적 문제 해결을 위해 카티어스는 유아용 AI 챗봇 서비스가 연동된 대화형 스마트 토이 ‘카티’를 올해 출시 예정이다. 이 제품을 통해 육아에 지친 부모에게는 휴식 시간을 주고, 아이들의 스크린 타임을 줄여주며, 유아의 언어 발달을 돕는 건강한 놀잇거리가 되는 것이 목적이다.